# Unió Internacional de Geodèsia i Geofísica
La Unió Internacional de Geodèsia i Geofísica (IUGG), en anglès: International Union of Geodesy and Geophysics), és una organització científica no governamental creada el 1919 i una de les 40 associacions científiques agrupades actualment dins del Consell Internacional per la Ciència (ISC).

## Objectiu
La Unió Internacional de Geodèsia i Geofísica es dedica a la promoció i coordinació internacional dels estudis de les ciències de la Terra.
Els estudis inclouen:
- la forma de la Terra
- els camps gravitacionals i magnètics
- el comportament, en conjunt, de la Terra i dels seus components
- l'estructura interna de la Terra
- la tectònica
- els terratrèmols
- el vulcanisme
- la formació de roques
- el cicle hidrològic
- els oceans
- l'atmosfera
- la ionosfera
- la magnetosfera
- les relacions Sol-Terra
- interaccions la Lluna i els planetes.[1]

## Organització
La Unió Internacional de Geodèsia i Geofísica agermana vuit associacions semiautònomes.
Cada quatre anys es celebra l'assemblea general i cadascuna de les associacions de la Unió organitza assemblees i reunions temàtiques entre assemblees. Les llengües oficials de la Unió són el francès i l'anglès.